# عمرام متسناع
عمرام متسناع (بالعبرية: עמרם מצנע) (وُلد 20 فبراير 1945 في كيبوتز دوفات، الجليل، الانتداب البريطاني على فلسطين)، سياسي وعسكري إسرائيلي، شارك في عدد من الحروب التي شنتها إسرائيل على العرب، التحق في مارس 1993 لحزب العمل الإسرائيلي وُيعد من الحمائم لكونه من المؤيدين للتفاوض والسلام مع الفلسطينيين.

## حياته
حاز عمرام سنة 1963 على دبلوم من المدرسة الداخلية العسكرية بحيفا، ثم على البكالوريوس في الجغرافيا من جامعة حيفا عام 1977، ثم تخرج من كلية الحرب للجيش الأمريكي في بنسيلفانيا عام 1979 ثم على دبلوم من مركز العلاقات الدولية في جامعة هارفارد في تسيير المجموعات عام 1989، لينهي دراسته بحصوله على ماجستير في العلوم السياسية من جامعة حيفا، وقد تقلب في عدة مناصب عسكرية إسرائيلية حيث انضم إلى الجيش الإسرائيلي وتخصص في قطاع المدرعات، فقد أمضى 30 عاماً في صفوفه وترقى من قائد دبابة إلى قائد فرقة ليصبح جنرالاً عام 1986، ثم رئيس قسم التخطيط عام 1990. وقد شارك في حروب إسرائيل ضد الدول العربية وجُرح في حرب 1967 وكذلك في حرب 1973. ومن المناصب التي تقلدها في هيئة الأركان الإسرائيلية: المسؤول الثاني في الاستخبارات الإسرائيلية، وقائد قسم العمليات، ورئيس القيادة الوسطى العسكرية التي تشمل الضفة الغربية. إضافة إلى توليه قيادة القوات التي واجهت الجيش السوري خلال الاجتياح الإسرائيلي للبنان 1982. طالب متسناع باستقالة القيادة العسكرية في وزارة الدفاع الإسرائيلية بعد حرب لبنان، متهماً أرييل شارون، وزير الدفاع آنذاك بالقيام بمجزرة مخيمي صبرا وشاتيلا في بيروت، لكنه عند قيام الانتفاضة الأولى - كان وقتها رئيساً للقيادة العسكرية المركزية التي كانت تضم الضفة الغربية - قام بسحق أطفال الشعب الفلسطيني وكل من شارك فيها. مما أدى إلى اعتباره من قبل البعض متناقضاً في موقفه من الفلسطينيين.
أما سياسياً فقد انضم عمرام في مارس 1993 إلى حزب العمل الإسرائيلي، ليصبح بعد ذلك في نوفمبر من ذات السنة عمدة لبلدية حيفا، ليُعاد انتخابه سنة 1998 عمدة لنفس البلدية بعد فوزه بنسبة 65% من الأصوات. وقد نافس متسناع بنيامين بن إليعازر، وزير الدفاع السابق وحاييم رامون، نائب برلماني على زعامة حزب العمل الإسرائيلي، فأعلن في 13 أغسطس 2002 عن ترشحه لرئاسة الحزب، حيث نجح في الظفر بهذا المنصب بنسبة 54% من الأصوات مقابل 38% لبنيامين بن إليعازر و7% لحاييم رامون. ويُعتبر عمرام من الحمائم في حزب العمل الإسرائيلي. وبعد فوزه على بن إليعازر في رئاسة ثاني أهم حزب سياسي إسرائيلي، صدرت ردود أفعال متفائلة عن بعض المسؤولين العرب كما بدت علامات ارتياح على السلطة الفلسطينية. وأصبح في الفترة من 2005 إلى 2010 رئيساً لللجنة المكلفة في يروحام، ثم عضواً في مجلس الإدارة في شركة صناعات الفضاء الإسرائيلية من 2008 إلى 2011. كما أنه تنافس عام 2012 على رئاسة نفس الحزب أمام شيلي يحيموفيتش وعمير بيرتس، لكنه فشل في الجولة الأولى وفازت يحيموفيتش بزعامة الحزب.
وبعد خسارته، قام في 1 ديسمبر 2012، بالانضمام لتسيبي ليفني في حزب هتنوعا. وقد اُنتخب في الكنيست في المرتبة الثانية على قائمة الحزب في انتخابات 2013. وفي 24 ديسمبر 2014، أعلن تقاعده من العمل السياسي وأنه لن يسعى لإعادة انتخابه في 2015، على الرغم من دعمه للاتحاد الصهيوني، وهو تحالف مع حزبي هتنوعا والعمل التي تشكلت من أجل الانتخابات.

## الأوسمة والتكريمات
نال عمرام عدة أوسمة خلال حرب الستة أيام وحرب يوم الغفران فضلاً عن:
- جائرة عن السير في نهج دافيد بن غوريون في عام 2009.
- جائزة يغئال ألون في عام 2010.
- لقب دكتور شرف عن معهد الهندسة التطبيقية (التخنوين) في عام 2010.
- لقب دكتور شرف في موضوع الفلسفة عن جامعة بن غوريون في عام 2010.
- وسام الخدمة المتميزة

## الوصلات الخارجية
- عمرام متسناع على موقع مونزينجر (الألمانية)
- عمرام متسناع على الموقع الإلكتروني للكنيست
- عمرام متسناع - العمل، هاآرتس
- عمرام متسناع، المكتبة الإلكترونية اليهودية
- الموقع الرسمي لعمرام متسناع (بالعبرية)

| المناصب الحزبية السياسية | المناصب الحزبية السياسية            | المناصب الحزبية السياسية |
| ------------------------ | ----------------------------------- | ------------------------ |
| سبقه بنيامين بن إليعازر  | زعيم حزب العمل الإسرائيلي 2002–2003 | تبعه شمعون بيريز         |
| المناصب السياسية         |                                     |                          |
| سبقه Arie Gur'el         | عمدة حيفا 1993–2003                 | تبعه يوناه ياهف          |